# St. Lambertus (Tondorf)

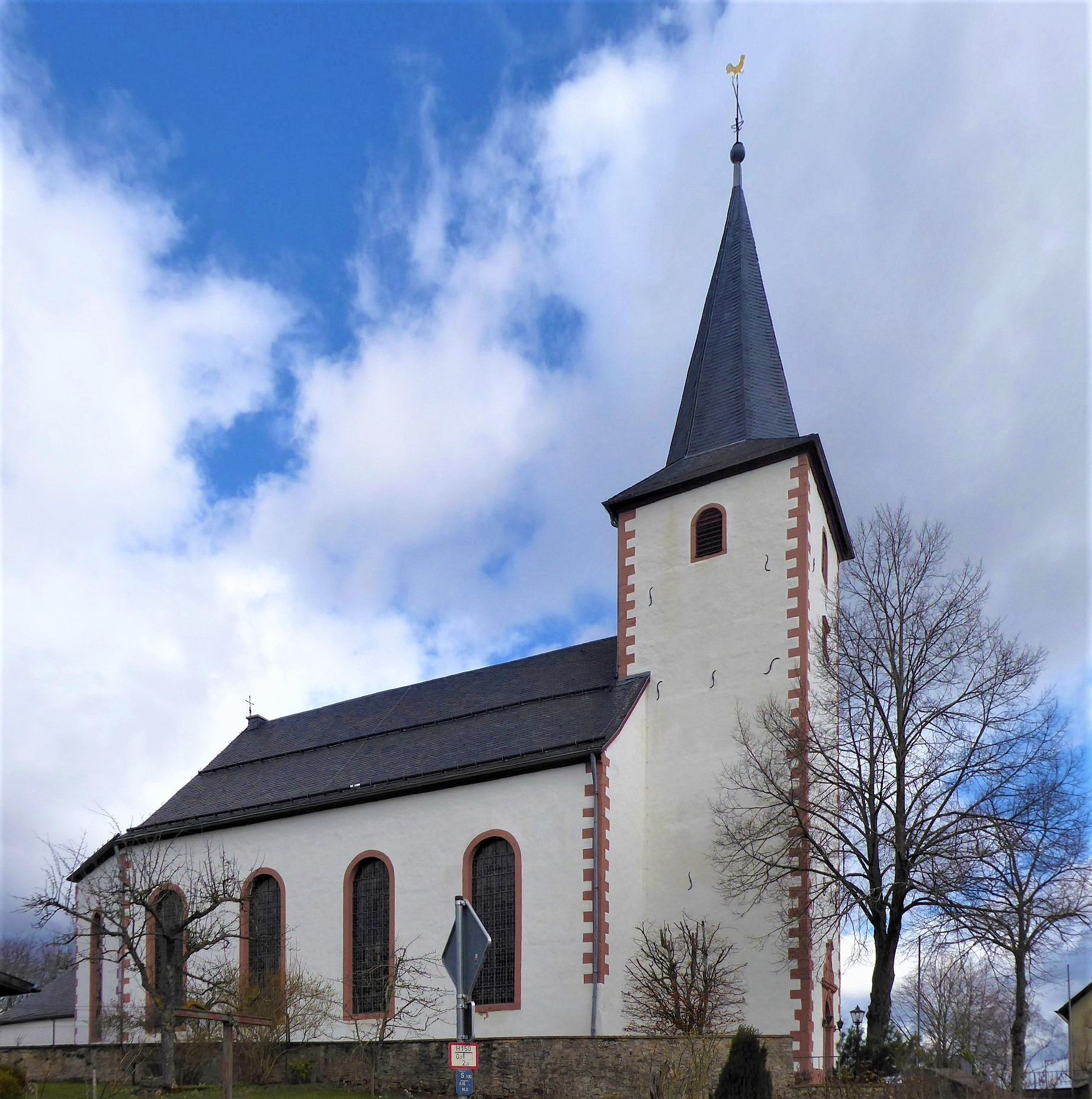
Pfarrkirche St. Lambertus von Südwesten

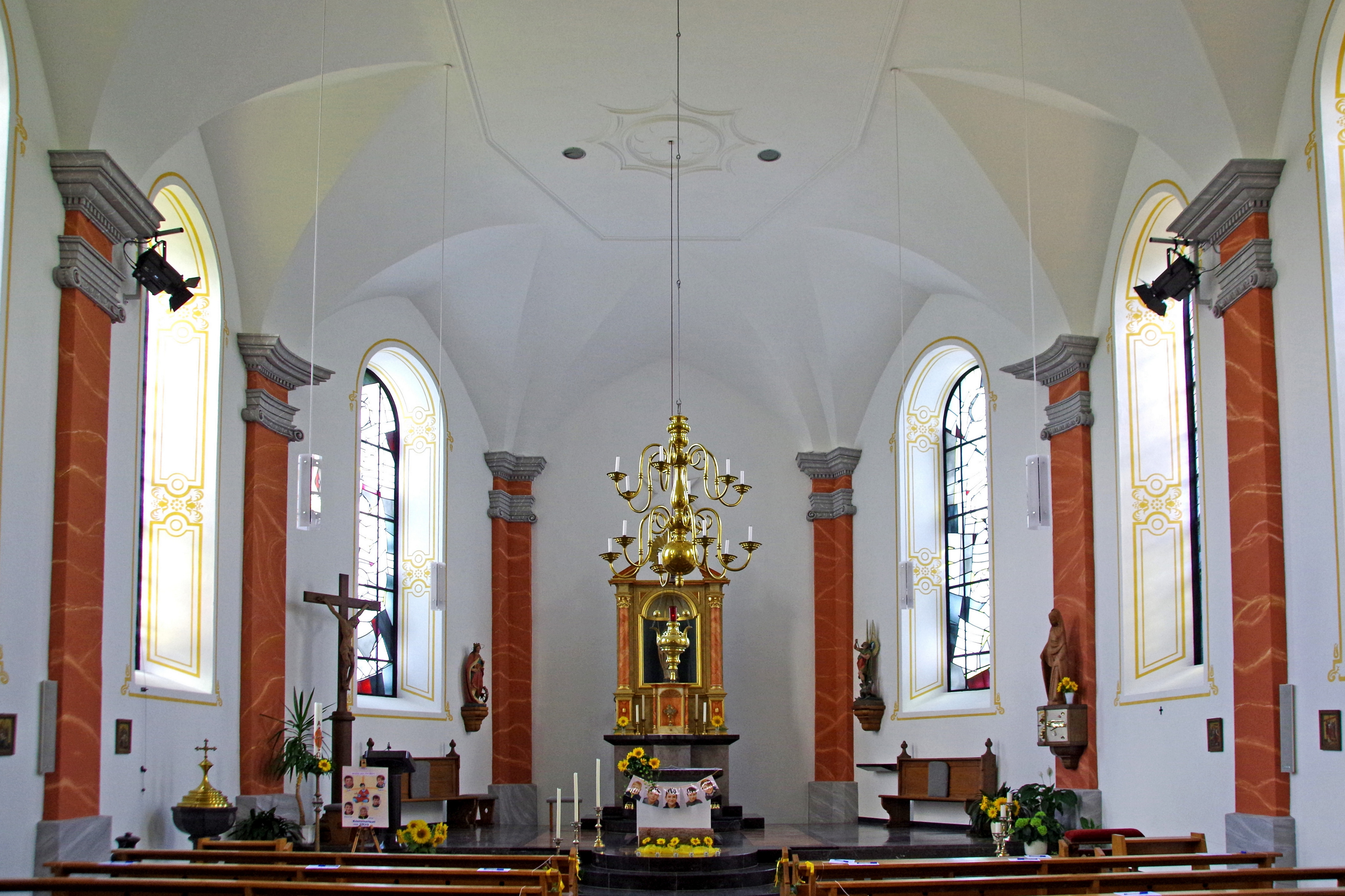
Innenraum von St. Lambertus

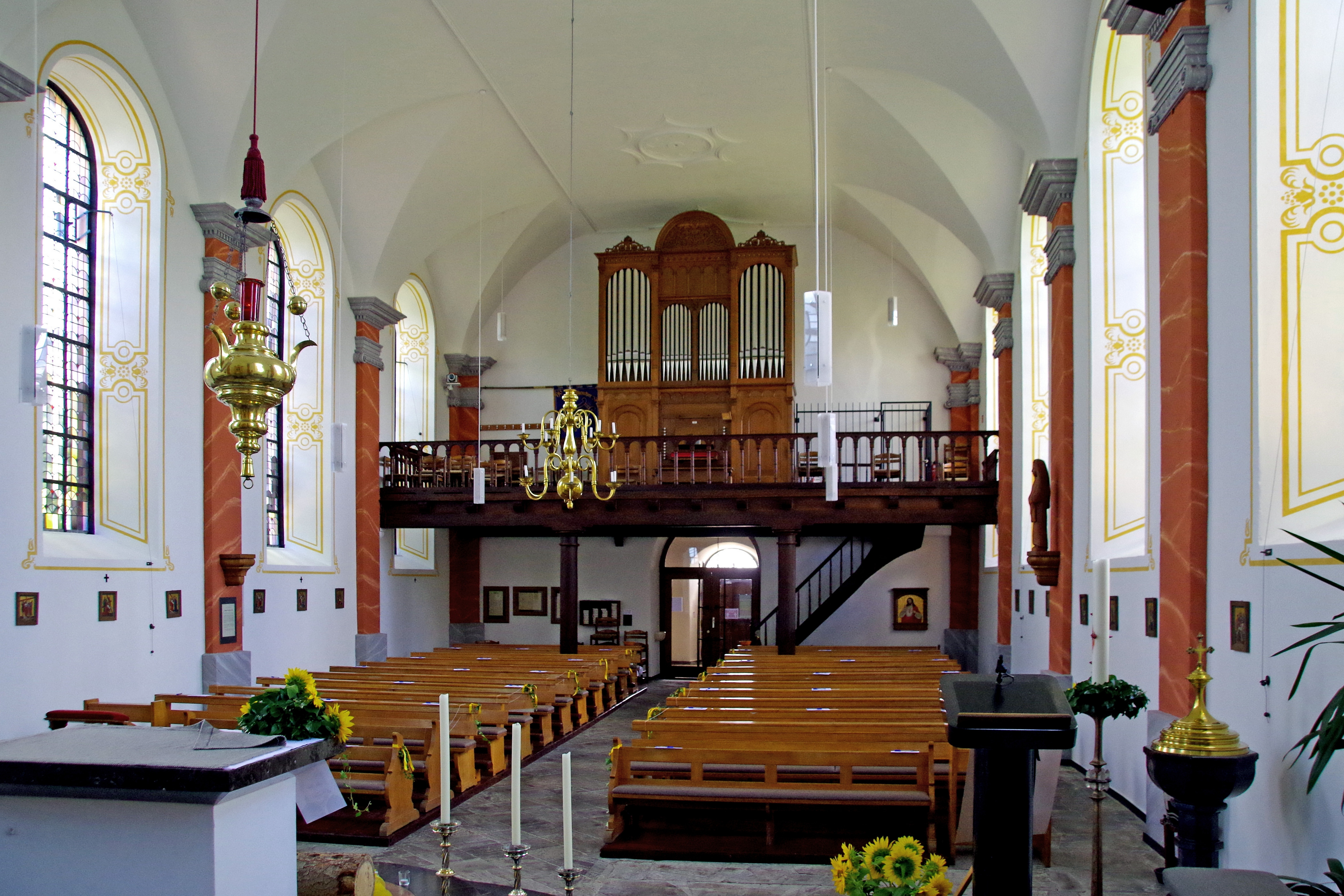
Blick zur Empore mit Orgel (Fasen, 2006) im historischen Gehäuse

Die römisch-katholische Pfarrkirche St. Lambertus in Nettersheim-Tondorf gehört zum Bistum Aachen. Das Gotteshaus ist dem heiligen Bischof und Märtyrer Lambert geweiht. Die Pfarrei St. Lambertus bildet heute mit mehreren anderen Pfarreien die Gemeinschaft der Gemeinden Hl. Hermann-Josef Steinfeld.
Die Kirche ist ein geschütztes Baudenkmal.

## Baugeschichte
In einer Urkunde König Zwentibolds von 898 wird Tondorf erwähnt, zu dem mehrere „Kirchen“ gehörten.
Dies setzt die Existenz einer Pfarrkirche in Tondorf voraus.
Auch im Liber valoris aus dem Jahre 1308 wird die Pfarre Tondorf erwähnt.
Im Jahre 1580 wurde mit einem Neubau der Kirche begonnen, denn die alte Kirche war bereits 1510 baufällig geworden.
Im Jahre 1812 wurde die Kirche wieder durch einen Neubau ersetzt, der am 8. August 1833 geweiht wurde.
Die Kirche von 1812 ist ein schlicht geputzter Bruchsteinbau.
Der Hallenbau hat vier Fensterachsen, eine lichte Breite von 10,50 m und mit dem dreiseitigen Chorschluss eine Länge von 23,50 m.
Das Gotteshaus hat im Süden einen ungegliederten Turm mit fünf Geschossen und 140 Sitz- und 150 Stehplätze.
Die Kirche ist nicht nach Osten ausgerichtet, sondern nach Nordnordwesten.

## Ausstattung
Der Hochaltar aus Holz verfügt über einen Drehtabernakel und eine Figur des heiligen Lambertus und stammt aus der Pfarrkirche St. Antonius in Kreuzberg (Hellenthal).
In der Kirche befinden sich Figuren der allerseligsten Gottesmutter, des heiligen Erzengels Michael, der heiligen Katharina und der heiligen Edith Stein.

## Pfarrer
Folgende Priester wirkten bislang als Pfarrer an St. Lambertus:
- 1928–1950: Wilhelm Brenger
- 1950–1964: Rudolf Daufenbach
- 1964–1978: Erich Frigge
- 1978–1989: Philipp Cuck
- 1989–2006: Werner Schnabel
- Seit 2007: P. Wieslaw Kaczor SDS